# Mouvement populaire de la Révolution

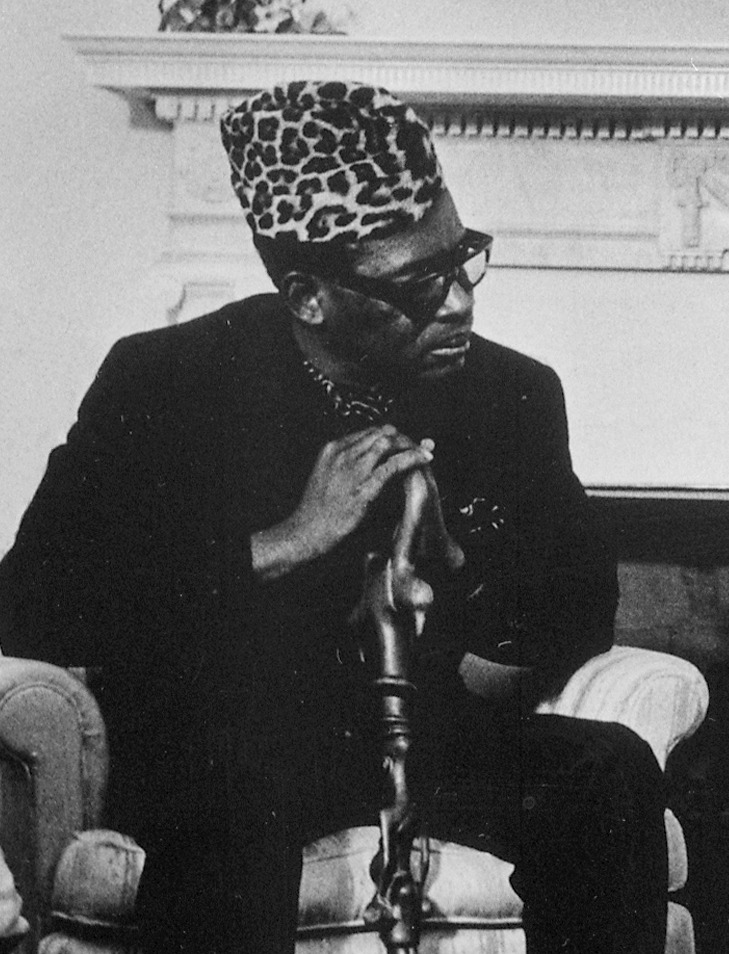
Mobutu Sese Seko

De Mouvement populaire de la Révolution (MPR, d.i. Volksbeweging voor de Revolutie) was een in 1969 door de toenmalige Zaïrese president Mobutu Sese Seko opgerichte politieke partij. In 1971 werd de MPR de enige toegestane partij. Vanaf halverwege de jaren 70 werd het lidmaatschap van de partij voor iedere burger verplicht gesteld.
Hoogste organen van de partijen waren het Politiek Bureau en het Centrale Comité. Dit laatste orgaan fungeerde min of meer als semi-parlement.
In 1990 besloot Mobutu over te gaan tot de invoering van een meerpartijenstelsel, doch tot de val van Mobutu in 1997 bleef de MPR domineren. Na de machtsovername door Laurent-Désiré Kabila werd de partij afgeschaft.

## Verwijzingen
1. ↑  "Ni droite ni gauche, ni même centre."
2. ↑  In de jaren '70 werden grote (buitenlandse) ondernemingen genationaliseerd (zaïrisering).
3. ↑  V.a. de jaren '80.